# Pave Zosimus
Pave Zosimus 1. var pave fra 18. marts 417 til 26. december 418.
Zosimus indtog en fast holdning i den langtrukne strid i Gallien angående forrettigheden af bispesædet i Arles i forhold til det i Vienne. Zosimus støttede energisk Arles, men fik ikke løst kontroversen. Hans heftige temperament spillede ind i de forskellige kontroverser, som han var involveret i. Det drejede sig ud over Gallien også om Afrika og Italien, herunder i Rom, hvor gejstligheden ved hans død var stærkt splittet.
Ifølge Liber Pontificalis var Zosimus græsk af fødsel, og hans far hed Abram. Nogle forskere udleder heraf, at familien havde jødisk oprindelse, men dette er ikke endeligt afgjort.
Man kender ikke noget til Zosimus' liv før hans udnævnelse til pave. Hans indsættelse blev overværet af Patroklos, biskop i Arles, som var blevet udnævnt til dette embede i stedet for biskop Hero, som uretmæssigt var blevet tvunget fra embedet af den kejserlige general Konstantin. Patroklos kom med det samme på god fod med den nye pave. Allerede fire dage efter indsættelsen modtog han et brev fra paven, der gav Patroklos rettigheder som metropolit over de galliske biskopper i Viennensis og Gallia Narbonensis I og II. Dertil blev han gjort til pavelig stedfortræder i hele Gallien, således at ingen galliske gejstlige kunne få tilladelse til at rejse til Rom uden at medbringe et identitetspapir fra Patroklos.
I 400 var Arles blev valgt frem for Trier som hjemsted for "Prefectus Prætorio Galliarum", hovedkvarteret for det galliske bispedømme. Patroklos, der blev støttet af general Konstantin, udnyttede denne mulighed til at få positionen som leder heraf ved at få Zosimus til at støtte sig. Biskopperne i Vienne, Narbonne og Marseille betragtede denne opstigen for Arles som et indgreb i deres rettigheder og gjorde ophævelser, hvilket gav anledning til en række breve fra Zosimus. Striden blev dog ikke løst før under pave Leo 1..

## Konfrontation med pelagianismen
Kort efter valget af Zosimus kom Celestius, fortaler for pelagianismen som var fordømt af den foregående pave, Innocent 1., til Rom for at retfærdiggøre sig over for den nye pave efter at være blevet forvist fra Konstantinopel. I sommeren 417 holdt Zosimus et møde for Roms gejstlighed, og her fik Celestius foretræde. De anklager, som Paulinus fra Milano havde indgivet mod Celestius, og som havde været grundlag for hans fordømmelse i Karthago i 411, blev fremlagt for ham. Celestius nægtede at acceptere anklagerne og gav en generel erklæring i samme forbindelse om, at han anerkendte den doktrin, der var fremsat i brevene fra pave Innocent, og udtrykte en trosbekendelse, der blev anerkendt. Paven blev overbevist af Celestius' velkalkulerede optræden og sagde, at han betragtede de afrikanske biskoppers dom over Celestius som forhastet. Han skrev straks til disse biskopper og opfordrede de, der havde anklager mod Celestius, til at møde frem i Rom inden for to måneder. 
Snart efter modtog Zosimus ligeledes en snedigt udformet trosbekendelse fra Pelagius sammen med en ny afhandling om den kætterske tanke om den fri vilje. Paven afholdt nu en ny synode for den romerske gejstlighed, og her blev begge skrifter fremlagt. Pelagius' omhyggeligt valgte formuleringer skjulte det kætterske indhold, og forsamlingen opfattede udsagnene som ortodokse, hvorpå Zosimus igen skrev til de afrikanske biskopper og irettesatte Pelagius' anklagere, herunder de galliske biskopper Hero og Lazarus. Ærkebiskop Aurelius fra Karthago lod hurtigt indkalde til en synode, som sendte et brev til Zosimus, hvori det blev godtgjort, at paven var blevet narret af kætterne. I sit svar erklærede Zosimus, at han ikke havde afgjort noget endeligt og ikke ønskede at gøre det uden at inddrage de afrikanske biskopper. Efter en ny afrikansk synode 1. maj 418 blev der sendt et brev til paven, og dette sammen med kejser Honorius' opfattelse af pelagianisterne gjorde, at Zosimus omsider forstod kætteriets sande natur. Han udsendte nu sit Tractoria, hvori pelagianismen og dens bagmænd endegyldigt blev fordømt.
Kort herefter blev Zosimus involveret i en strid med de afrikanske biskopper angående fordømte gejstliges ret til at appellere domme til pavestolen. Anledningen var, at præsten Apiarius fra Sicca var blevet ekskommunikeret af sin biskop på grund af nogle forbrydelser, hvorpå Apiarius havde appelleret direkte til paven på trods af de normale appelinstanser, der var præcist beskrevet. Paven havde straks accepteret appellen og sendt legater til Afrika for at undersøge sagen. Det ville have været klogere først at henvise Apiarius til den normale appleinstans i Afrika, men ud over denne fejl begik Zosimus yderligere en, da han baserede sin handling i sagen på en anerkendt kirkelov fra det første koncil i Nikæa, som i realiteten var en lov fra koncilet i Sardica. I de romerske tekster efterfulgte Sardica-lovene umiddelbart efter Nikæa-lovene uden at have en selvstændig titel, mens de afrikanske tekster kun indeholdt de originale Nikæa-love, og derfor var de love, som Zosimus henholdt sig til, ikke indeholdt i de afrikanske lovtekster. Dette gav anledning til en voldsom uenighed angående appellen, og denne uenighed fortsatte efter Zosimus' død.
Ud over den skribentvirksomhed, der allerede er nævnt, er der bevaret andre breve fra Zosimus til biskopperne i provinsen Africa Byzacena i Nordafrika, angående en afsat biskop, samt til biskopperne i Gallien og Spanien angående priscillianismen og ordineringen til forskellige grader i gejstligheden. Liber Pontificalis tilskriver et dekret om, at en dekan skulle bære manipel samt indførelse af påskelys i landsognene, til Zosimus. Det gælder også et dekret om, at gejstlige ikke måtte komme i taverner.